# Fremen

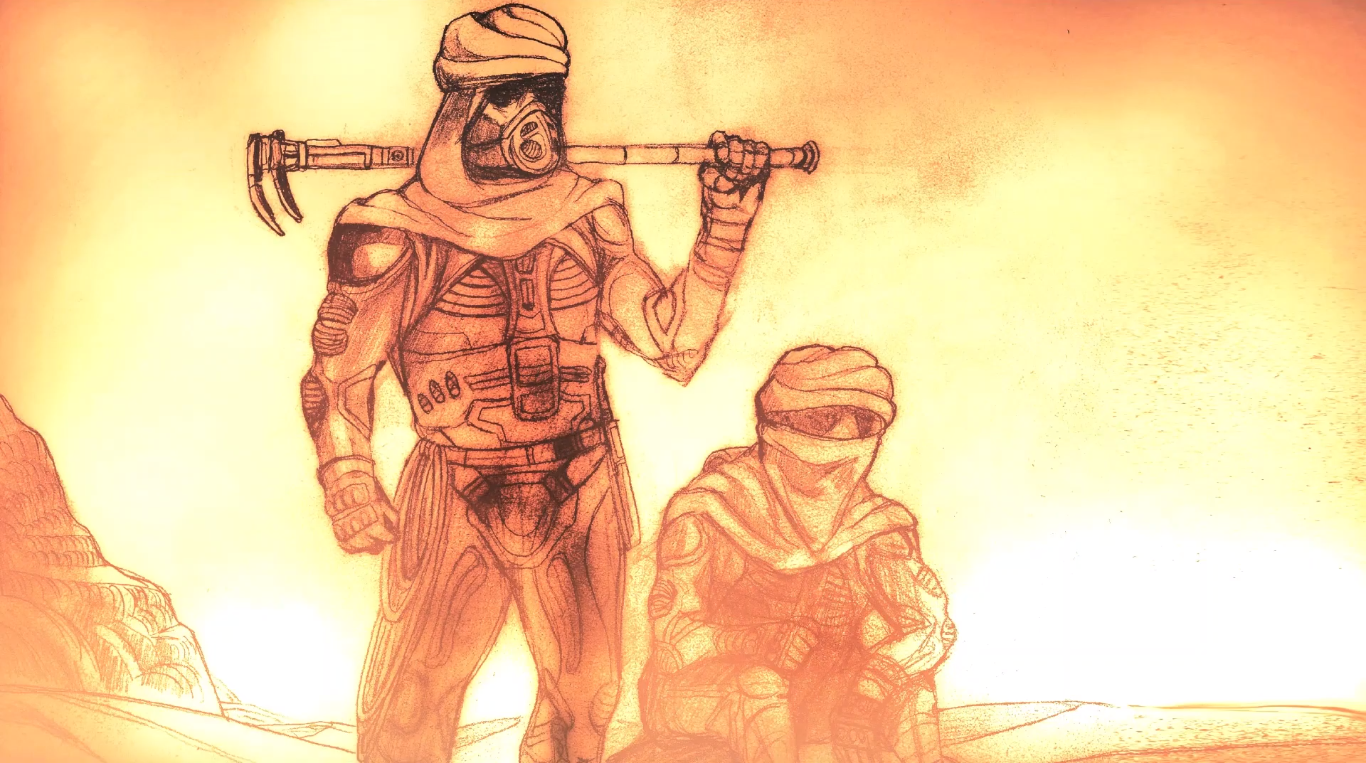
Fan art vypodobení Fremenů

Fremeni jsou fiktivní pouštní národ, vystupující v románové sci-fi sérii Duna amerického spisovatele Franka Herberta.

## Život fremenů

### Voda
Fremeni žijí v hluboké poušti planety Arrakis, která se vyznačuje naprostým nedostatkem povrchové vody. Fremeni se proto dokonale přizpůsobili pouštnímu životu. Bydlí v rozsáhlých jeskyních, kde si zakládají osady, označované jako síče (síč byl původně výraz pro útočiště, ale protože fremeni žijí v permanentním ohrožení života, označují každé své obydlí jako síč). Do volné pouště pokud možno vycházejí pouze v noci. Přežití jim umožňuje přísné šetření vodou. Mimo síč proto vždy nosí filtršaty - speciální oblečení určené k recyklaci tělesné vlhkosti. Kromě toho destilují vodu z těl svých mrtvých a zabitých nepřátel. Síče bývají vybaveny dveřními pečetěmi, které zamezují úniku vlhkosti, a větrolapy, speciálními filtry, určenými k zachycení vnější vzdušné vlhkosti.
Fremeni jen zřídkakdy pláčou a slzy jsou u nich posvátné - o plačícím fremenovi se říká, že "dává vodu mrtvému". Pokud fremen před někoho plivne, projevuje mu tím úctu.

### Melanž
Melanž je největší bohatství Arrakis. Koření, které prodlužuje lidský život a poskytuje uživateli mimořádné psychické schopnosti, je důvodem, proč se o pouštní planetu Impérium vůbec zajímá. Fremeni ovšem považují poušť za svůj domov a na těžaře pohlížejí jako na nepřátele, jejichž činnost se snaží všemožně sabotovat.
Protože fremeni poušť do značné míry ovládají, melanž pro ně není nikterak nedostatkovým zbožím, a proto ji využívají jako přísadu většiny potravin i k výrobě tkaniny a papíru. V důsledku toho mají všichni fremeni temně modré "Ibádovy oči" bez panenek, typický znak silné závislosti na melanži.

### Krispely a jezdci písku
Ohromní píseční červi, chránící pouštní oblasti bohaté na koření, kteří jsou těžaři považováni za největší pouštní nebezpečí, jsou mezi fremeny uctíváni. Fremeni nazývají písečného červa šaj-hulúd nebo stařešina pouště. Jeho křišťálový zub vybrušují a užívají jako rituální dýku, nazývanou krispel. Krispely slouží jako odznak fremenů, proto jej jen zřídka vydávají lidem, nepatřícím k fremenům, a zavile je brání před nepřáteli. Dodržují zvyk, že krispel nesmí být vrácen do pochvy, aniž by byl smočen v krvi - pokud fremen krispel v boji nepoužije, alespoň se rituálně řízne. Je zajímavé, že krispel je stabilizován elektrickým nábojem lidského těla, takže pokud není nošen na těle, poměrně rychle se rozpadne.
Fremeni také na písečném červu jezdí. Fremen, který toto umění ovládá, je označován jako jezdec písku a jde o jednu ze zkoušek dospělosti. Fremen, který hodlá "osedlat" písečného červa, spustí speciální zařízení, zvané tlouk, které bušením do písku vyvolá vibrace a červa přivolá. Fremen odstoupí od tlouku, skočí na kolem se plazícího červa a pomocí dvou háků mu odchlípne tvrdou šupinatou kůži, aby obnažil jeho měkké tělo. Pokud se červu pod šupiny dostane písek, způsobuje mu bolest, proto se červ snaží odkryté místo udržovat co nejvýše. Pomocí dvou háků je tedy možné ovládat směr. Nebezpečí hrozí při sesedání. Nejspolehlivější způsob je červa cestou značně vyčerpat, aby pak už neměl sílu obrátit se a na jezdce zaútočit.
Zbrojmistr rodu Atreidů Gurney Halleck vyvolal u fremenů značný obdiv, když se dokázal stát jezdcem písku, aniž by mu toto umění někdo podrobně vysvětlil.

### Společnost
Kvůli drsným životním podmínkám a dlouholetému pronásledování je fremenská společnost silně uzavřená a nedůvěřivá k ostatním lidem, takže jen málokomu se podaří stát se členem fremenského síče. Většina fremenů je zcela oddána kmeni a je ochotna pro něj obětovat život. Pokud například nějaký fremen oslepne a byl by pro svůj kmen přítěží, odejde dobrovolně zemřít do pouště. Stejně tak zraněný fremen raději zahyne, než aby ohrozil celý kmen.
Vůdce fremenského síče se nazývá naíb. Naíb je označován jako vůdce, „jehož nepřátelé nikdy nedopadnou živého“. Každý fremen má právo vyzvat naíba na souboj a pokud zvítězí, stává se sám naíbem - a jiný způsob nástupu do funkce naíba prakticky není možný.
I jiné spory mezi členy síče jsou často řešeny výzvou k souboji. Pokud některý muž v souboji padne, jeho soupeř se stává zodpovědným za jeho ženu a děti. Voda mrtvého (jeho majetek i voda, získaná z jeho mrtvého těla) rovněž náleží vítězi.

### Voda života
Voda je pro písečného červa smrtelný jed. Pokud je jí otráven, vyvrhne jedovatou tekutinu, která je pro většinu uživatelů smrtelná, ale některé ženy ji dokážou ve svém těle přetransformovat na opojnou drogu, nazývanou Voda života. Zároveň tím žena získá úplné vzpomínky všech svých ženských předků a může si také předat veškerý svůj vnitřní život s jinou ženou, která ve zkoušce Vodou života obstála. Členky Sesterstva Bene Gesserit jsou školeny tak, aby ve zkoušce Vodou života obstály. Zároveň se tato schopnost objevila u některých fremenských žen, která jsou označovány jako sajadíny a vedle naíba jde o nejvýznamnější členky síče.
Transformovaná Voda života je následně užívána v orgiastických hrátkách fremenů, přičemž i u běžných osob si do určité míry udržuje schopnost sdílet navzájem myšlenky, nahlížet si do duše. To je jeden z důvodů, proč fremeni v síči tvoří jednolitý, pevný celek.

## Historie
Planeta Arrakis byla obývána už v dobách před Služebnickým džihádem, přičemž melanž a některé její účinky byly rovněž známy arrakiským obyvatelům, nicméně na ostatních osídlených planetách známa nebyla. Nečetní obyvatelé Arrakis považovali přežití v hluboké poušti kvůli červům a písečným bouřím za nemožné, a sídlili proto pouze na skalních útesech. Chlapec Selim byl neprávem vyhnán ze své osady, aby zhynul v poušti. Selim se však jako první dokázal stát jezdcem písku a v poušti objevil opuštěnou botanickou stanici, v níž si zřídil příbytek. Později k sobě shromáždil celou řadu dalších pouštních vyhnanců a založili společně první fremenský síč. K Selimově skupině se později připojili také uprchlí otroci z Poritrinu, vedení rozvážným Ismaílem, který se stal jedním z nejbližších Selimových přátel.
V té době se s účinky melanže seznámil obchodník s omamnými látkami Aurelius Venport, který vytušil její potenciál a rozhodl se s ní obchodovat ve velkém. Zatímco obyvatelé měst na Arrakis novou obchodní možnost vítali, Selim a jeho fremeni se na cizince a těžbu melanže dívali s nelibostí. Po Selimově smrti se fremeni rozštěpili na odpůrce obchodníků s melanží, vedení Ismaílem, a jejich přívržence, do jejichž čela se postavil Selimův syn. Situace nakonec skončila soubojem, v němž Ismaíl neuspěl, a proto opustil síč. K němu se však přidala celá řada dalších a společně se uchýlili k prostému pouštnímu životu, a stali se tak základem budoucí fremenské komunity.
Po porážce myslících strojů pokračovala na Arrakis těžba melanže, přičemž technologie se dále zlepšovaly a fremeni představovali spíše nepříjemnost než skutečné nebezpečí. Situace se změnila až po deseti tisíciletích, kdy byla Arrakis svěřena rodu Harkonnenů, kteří si při těžbě melanže počínali neuvěřitelně sobecky, poušť doslova drancovali a fremeny lovili jako zvěř. Členem významného síče Tabr se stal imperiální planetolog Pardot Kynes, který zkoumal ekologii arrakiské pouště a zjistil, že pokud by fremeni spojili své síly, dokázali by planetu během několika generací přebudovat tak, aby se na ní udržela zeleň, řeky a příznivé klima. Fremeni se pro tento plán nadchnou a začnou v mnohem větší míře stavět větrolapy, sít odolné traviny a celkově rozšiřovat planetární biosféru.
Arrakis je imperátorem Shaddamem IV. svěřena rodu Atreidů - Shaddam totiž cítil, že se mu oblíbený vévoda Leto stal nebezpečným protivníkem a rozhodl se jej odstranit. Protože mu však Velká konvence zakazovala vyrovnat se s ním přímo (ostatní velkorody by se proti imperátorovi spojily), rozhodl se využít odvěkého nepřátelství Atreidů a Harkonnenů a na Arrakis Letovi nachystal past. Leto si byl vědom nebezpečí, ale jednak neměl na vybranou a jednak věřil, že se mu podaří získat fremeny na svou stranu, a vytvořit si tak nejlepší armádu v Impériu, a proto imperiální léno na Arrakis přijal. Zradou doktora Yueha byl však přemožen a zabit, ovšem jeho syn Paul se svou matkou Jessikou uprchl k fremenům, kteří je po počáteční nedůvěře přijali do síče Tabr. Paul pak začal fremeny učit novým bojovým schopnostem a stal se jejich vrchním velitelem. S jejich pomocí získal zpět nadvládu nad Arrakis, a protože tak ovládl veškerou produkci melanže v Impériu, stal se jeho vládcem a dosedl na imperiální trůn.
Fremeni mu zpočátku věrně sloužili a vytvořili speciální komanda fanatických válečníků, označovaných jako fedajkinové, kteří se stali protipólem původních imperiálních sardaukarů, jež se podařilo téměř zlikvidovat. Paul Atreides rovněž pokračoval v ekologické transformaci Arrakis, jejíž životní podmínky se poměrně rychle zlepšovaly. Někteří fremeni to však začali pozorovat s rozpaky nebo dokonce nelibostí, protože si uvědomili, že poušť na Arrakis patří. Když Paul po smrti své fremenské ženy Chani odešel do ústraní, vlády se ujala Paulova sestra Alia (jako regentka Paulových dětí Leta II. a Ghanimy), jejíž vnitřní život ale ze Zděděných vzpomínek ovládl Vladimir Harkonnen, který se pokusil Atreidy zcela zničit. Leto II. podstoupil tělesnou proměnu, když si nechal na svou pokožku přisát písečné pstruhy, kteří zajistili téměř nezranitelnost a život počítaný na tisíce let. Pak sesadil Alii-Harkonnena, zbrzdil ekologickou transformaci a dosedl na imperiální trůn.
Jako nový imperátor zpočátku k prosazování své moci užíval fedajkiny, ale později založil vlastní vojsko Rybích mluvčí, tvořené převážně ženami. Fremeni tak ustoupili ze své slávy a přežívali v malém kousku pouště, který na Arrakis zbyl. Přitom se snažili dodržovat fremenské tradice, avšak pouze rituálně - i tak to byl ovšem pro Leta dostatečný důvod, aby jim poskytoval ochranu, protože si přál, aby fremenské dovednosti zůstaly zachovány, až se na Arrakis vrátí poušť.
Po Letově smrti nastalo období, označované jako Rozptyl, které zřejmě postihlo i zbytek fremenů - většina z nich opustila Arrakis a usídlila se na různých planetách Impéria. Dva tisíce let po Letově smrti tak nacházíme ženu fremenského rodu, žijící v bídě a chudobě na někdejší harkonnenské planetě Giedi Primě.
Na samém konci knižní série se ghola (klon) Paula Atreida s Chani vracejí na opuštěnou Arrakis, aby zde znovu založili komunitu pouštních lidí.